# À travers le Hageland 2025
La 20e édition d'À travers le Hageland (en néerlandais : Duracell Dwars door het Hageland), une course cycliste masculine sur route, aura lieu en Belgique le 14 juin 2025. L'épreuve est disputée entre Aarschot et Diest. Elle fait partie du calendrier UCI ProSeries 2025 (deuxième niveau mondial) en catégorie 1.Pro et de la Coupe de Belgique de cyclisme sur route 2025.

## Parcours
Inspiré par les Strade Bianche, le parcours emprunte des routes non goudronnées et des sentiers forestiers du Brabant flamand et se termine à la citadelle de Diest (Diests Citadel).

## Équipes participantes
Vingt-cinq équipes participent à la course : neuf UCI WorldTeams, onze équipes continentales professionnelles et cinq équipes continentales dont deux de cyclo-cross :
| WorldTeams (9)- Alpecin-Deceuninck - Intermarché-Wanty - Soudal Quick-Step - Team Visma \| Lease a Bike - Team Picnic-PostNL - Team Jayco AlUla - Arkéa-B&B Hotels - Cofidis - XDS Astana Team ProTeams (11)- Caja Rural-Seguros RGA - Euskaltel-Euskadi - Israel-Premier Tech - Team Flanders-Baloise - Lotto - Q36.5 Pro Cycling Team - Team Novo Nordisk - Team TotalEnergies - Unibet Tietema Rockets - Uno-X Mobility - Wagner Bazin WB Équipes continentales (4)- Baloise Glowi Lions - Tarteletto-Isorex - Metec-Solarwatt p/b Mantel - BEAT Cycling Équipe de cyclo-cross- Pauwels Sauzen-Cibel Clementines |
| |

## Classements

### Classement final
| \| Classement général \| Classement général \| Classement général \| Classement général \| Classement général \| \| Coureur \| Coureur \| Pays \| Équipe \| Temps \| \| ------------------ \| ------------------ \| ------------------ \| ------------------ \| ------------------ \| |         |      |        |       |
| |         |      |        |       |
| |         |      |        |       |
| Classement général |         |      |        |       |
| Coureur | Coureur | Pays | Équipe | Temps |

### Classements UCI
La course attribue des points au Classement mondial UCI 2025 selon le barème suivant.
| Position           | 1er | 2e  | 3e  | 4e  | 5e | 6e | 7e | 8e | 9e | 10e | 11e | 12e | 13e | 14e | 15e | 16e à 30e | 31e à 40e |
| Classement général | 200 | 150 | 125 | 100 | 85 | 70 | 60 | 50 | 40 | 35  | 30  | 25  | 20  | 15  | 10  | 5         | 3         |